# 大垣市上石津総合体育館
大垣市上石津総合体育館（おおがきしかみいしづそうごうたいいくかん）は、岐阜県大垣市にある大垣市が管理運営する総合体育館である。
「上石津総合体育館」とも称する。

## 概要
- 養老郡上石津町の体育館上石津町総合体育館として1994年（平成6年）11月22日に開館。2006年（平成18年）3月27日に上石津町が大垣市に編入されたことにより、大垣市上石津総合体育館に改称する。
- 上石津町が整備した上石津町健康ふれあいパーク（現・大垣市上石津健康ふれあいパーク）の中核施設である。上石津健康ふれあいパークには他に上石津庭球場（テニスコート）、上石津ふれあいグラウンド（野球場）が整備されている。

## 施設
- アリーナ　面積1,454㎡
  - 可能種目：バレーボール（3面）、バドミントン（6面）、バスケットボール（2面）、ハンドボール（1面）。
- 幼児室
- 本部兼役員室
- 救護室
- 更衣室
- 管理事務室
- 多目的ホール
- 会議室

## 利用案内
- 休館日：毎月第2火曜日、年末年始（12月29日〜1月3日）
- 開館時間：9時00分〜21時00分

## 所在地
- 岐阜県大垣市上石津町牧田1995

## アクセス

### 公共交通機関
- 名阪近鉄バス関ケ原時線「牧田（上野）」バス停より徒歩約5分。
  - 東海道本線関ケ原駅より「時」「一ノ瀬」行き。
- 大垣市コミュニティバス牧田コース「総合体育館」バス停より徒歩すぐ。

### 自動車
- 名神高速道路関ヶ原ICより国道365号を東へ約3㎞。

## 周辺
- 大垣市立牧田小学校
- 牧田保育園
- JAにしみの牧田支店